# Svarttjärnen (Arvidsjaurs socken, Lappland, 727083-165307)
Svarttjärnen är en sjö i Arvidsjaurs kommun i Lappland och ingår i Skellefteälvens huvudavrinningsområde. Sjöns area är 0,017 kvadratkilometer och den befinner sig 525 meter över havet.